# Gunnari I de Torres
Gunnari I de Torres (vers 1110-1155) fou fill de Constantí I de Torres. Fou jutge de Torres succeint el seu pare vers el 1127 i com que era menor d'edat i l'ambiciós Saltar de Gunale aspirava a agafar el poder, fou enviat a Pisa. La regència va quedar en mans d'Itocor Gambella. Va tornar el 1140 amb un exèrcit pisà proveït pel seu sogre, el patrici Ebriaci, i va eliminar tots els opositors. Va construir el castell del Goceà. Va seguir una política favorable a Pisa. Atacat diversos cops per Arborea, el jutjat de Torres sempre va rebutjar als atacants i va signar la pau el 1133. El 1147 se'n va anar a les croades fins al 1150 en què va tornar. Angoixat per una forta crisi mística, el 1153 va abdicar i es va fer monjo i va morir al monestir de Clairvaux un temps després. El 1127 ja estava casat amb Maria Ebriaci (morta vers 1136). Va deixar quatre fills: Barisó II de Torres, Comit (que va rebre la curadoria d'Anglona el 1147 i va morir no abans del 1153), Pere de Càller-Torres (que fou jutge de Càller per matrimoni) i Itocor.